# Anticoma eberthi
Anticoma eberthi är en rundmaskart som beskrevs av Bastian 1865. Anticoma eberthi ingår i släktet Anticoma och familjen Anticomidae. Inga underarter finns listade i Catalogue of Life.